# Beverley Goddard
Beverley Goddard, född den 28 augusti 1956 på Barbados, är en brittisk friidrottare inom kortdistanslöpning.
Hon ingick i Storbritanniens lag som tog OS-brons på 4 x 100 meter stafett vid friidrottstävlingarna 1980 i Moskva. 